# Soarele meu (cântec)
Soarele meu este primul single extras de pe albumul omonim, al formației de origine română, Mandinga. Cântecul a beneficiat de un videoclip și de o campanie de promovare, devenind unul dintre cele mai mari succese ale trupei Mandinga în România, câștigând poziții de top în clasamentul celor mai difuzate piese.